# Gâcogne
Gâcogne település Franciaországban, Nièvre megyében. Lakosainak száma 209 fő (2022. január 1.). Gâcogne Lormes, Brassy, Mhère, Ouroux-en-Morvan és Vauclaix községekkel határos.

## Népesség
A település népességének változása:
| Lakosok száma | 258  | 252  | 245  | 235  | 224  | 219  | 214  | 209  |
|               | 2013 | 2015 | 2017 | 2018 | 2019 | 2020 | 2021 | 2022 |